# 옵티머스 프라이멀
옵티머스 프라이멀 (Optimus Primal)은 원작 G1 세계관 트랜스포머: 비스트 워즈, 비스트 머신즈에서 등장하는 맥시멀 사령관 이자 대장이다. 비스트 모드는 고릴라이다. 옵티머스 프라임과는 다른 인물이다.
얼라인드 세계관인 트랜스포머 레스큐 봇에서 옵티머스 프라이멀은 옵티머스 프라임이 다른 변형에 명칭이다.

## 성우
- 비스트 워즈, 비스트 머신즈 - 게리 척